# ديلان فيرغسون
ديلان فيرغسون (بالإنجليزية: Dylan Ferguson)‏ هو متزحلق حر أمريكي، ولد في 10 أغسطس 1988 في أميسبوري في الولايات المتحدة.

## وصلات خارجية
- ديلان فيرغسون على موقع الاتحاد الدولي للتزلج (التزلج الحر) (الإنجليزية)